# Selección juvenil de rugby de Trinidad y Tobago
La selección juvenil de rugby de Trinidad y Tobago es el equipo nacional de rugby regulado por la Trinidad and Tobago Rugby Football Union.

## Reseña histórica
El seleccionado juvenil de Trinidad y Tobago clasificó al mundial de la división B en 2002, que fue disputado en Italia junto al de la edición A. En esa oportunidad perdió los cuatro partidos contra España, Marruecos, Polonia y República Checa. No ha vuelto a competir en mundiales.
A nivel regional, compite anualmente del torneo para jugadores de hasta 19 años desde el 2006. Su mejor ubicación en esta competición fueron varios segundos y terceros puestos.

## Participación en copas

### Mundial M19 División B
- Italia 2002: 16.º puesto (último)

### Trofeo MundialM20
- No ha clasificado

#### RAN M19
- Nawira M19 2006: 4° puesto
- Nawira M19 2007: 5° puesto
- Nawira M19 2008: 5° puesto
- Nawira M19 2009: 3° puesto
- NACRA M19 2010: 5° puesto
- NACRA M19 2011: 2° puesto
- NACRA M19 2012: 2° puesto
- NACRA M19 2013: 2° puesto
- NACRA M19 2014: 5° puesto
- NACRA M19 2015: 3° puesto[3]
- RAN M19 2016: 3° puesto
- RAN M19 2017: 3° puesto
- RAN M19 2018: no participó[4]
- RAN M19 2019: 3° puesto[5]
- RAN M19 2022: 6° puesto